# Péribonka
Péribonka es un municipio canadiense situado en la provincia de Quebec.

## Superficie
Péribonka tiene una superficie de 110,3 km².

## Demografía
En 2021, tenía 489 habitantes, una densidad poblacional de 4,4 hab./km², y 304 viviendas.